# Viscount Mayo

Wappen der Viscounts Mayo

Viscount Mayo ist ein erblicher britischer Adelstitel, der zweimal in der Peerage of Ireland verliehen wurde.

## Verleihungen
Erstmals wurde der Titel im Juni 1627 für den irischen Herrscher des County Mayo Tiobóid Bourke (anglisiert Theobald Bourke), einem Nachfahren des Richard de Burgh, verliehen. Der Titel erlosch beim Tod seines Nachfahren, des 8. Viscounts, 1767.
Am 13. Januar 1781 wurde in zweiter Verleihung der Titel Viscount Mayo, of Moneycrower in the County of Mayo, für den irischen Politiker John Bourke, 1. Baron Naas, einen entfernten Verwandten des letzten Viscounts, neu geschaffen. Er war bereits am 1. August 1766 zum Baron Naas, of Naas in the County of Kildare, erhoben worden und wurde am 24. Juni 1785 zudem zum Earl of Mayo erhoben. Die Viscountcy ist seither ein nachgeordneter Titel des jeweiligen Earl of Mayo.

## Liste der Viscounts Mayo

### Viscounts Mayo, erste Verleihung (1627)
- Theobald Bourke, 1. Viscount Mayo († 1629)
- Miles Bourke, 2. Viscount Mayo († 1649)
- Theobald Bourke, 3. Viscount Mayo († 1652)
- Theobald Bourke, 4. Viscount Mayo († 1676)
- Miles Bourke, 5. Viscount Mayo († 1681)
- Theobald Bourke, 6. Viscount Mayo (1681–1741)
- Theobald Bourke, 7. Viscount Mayo († 1742)
- John Bourke, 8. Viscount Mayo († 1767)

### Viscounts Mayo, zweite Verleihung (1785)
- John Bourke, 1. Earl of Mayo, 1. Viscount Mayo (um 1705–1790)
- John Bourke, 2. Earl of Mayo, 2. Viscount Mayo (1729–1792)
- Joseph Bourke, 3. Earl of Mayo, 3. Viscount Mayo (um 1740–1794)
- John Bourke, 4. Earl of Mayo, 4. Viscount Mayo (1766–1849)
- Robert Bourke, 5. Earl of Mayo, 5. Viscount Mayo (1797–1867)
- Richard Bourke, 6. Earl of Mayo, 6. Viscount Mayo (1822–1872)
- Dermot Bourke, 7. Earl of Mayo, 7. Viscount Mayo (1851–1927)
- Walter Bourke, 8. Earl of Mayo, 8. Viscount Mayo (1859–1939)
- Ulick Bourke, 9. Earl of Mayo, 9. Viscount Mayo (1890–1962)
- Terence Bourke, 10. Earl of Mayo, 10. Viscount Mayo (1929–2006)
- Charles Bourke, 11. Earl of Mayo, 11. Viscount Mayo (* 1953)

Titelerbe (Heir apparent) ist der Sohn des aktuellen Titelinhabers Richard Bourke, Lord Naas (* 1985).